# Catedral de Nuestra Señora de la Misericordia (Cotonú)
La Catedral de Nuestra Señora de la Misericordia de Cotonú (en francés: Cathédrale Notre-Dame-de-Miséricorde de Cotonou) comúnmente conocida como la "catedral de Cotonú" es una catedral católica, ubicada cerca del puente Pont Ancien en Cotonú, en el país africano de Benín. Se destaca por sus distintivos colores blanco y rojo a rayas y por su arquitectura. Su torre se encuentra hacia el lado extremo izquierdo posterior del edificio principal.
La catedral es la sede de la Arquidiócesis de Cotonú.